# George Dole
George Stuart Dole (30. januar 1885 - 6. september 1928) var en amerikansk bryder som deltog i OL 1908 i London.
Dole blev olympisk mester i brydning under OL 1908 i London. Han vandt i brydning, fristil i vægtklassen fjervægt foran James Slim og William McKie, begge fra Storbritannien.